# Stade Çaykur Didi
Le Stade Çaykur Didi (en turc : Çaykur Didi Stadyumu) est un stade situé dans la ville de Rize en Turquie.
Terrain d'accueil du Çaykur Rizespor, il est principalement utilisé pour le football. Le stade possède une capacité de 15 558 spectateurs. 

## Histoire
Le match d'ouverture est un match amical opposant les équipes de Fenerbahçe à l'équipe de la ville, le Çaykur Rizespor, qui a lieu le 12 août 2009. 
C'est l'un des 7 stades retenus pour accueillir la Coupe du monde des -20 ans en Turquie lors de l'été 2013. Le stade accueillera 2 matchs de la phase de groupe (Groupe C) et un match des quarts de finale.

## Événements
- Coupe du monde de football des moins de 20 ans 2013